# Congiopodus coriaceus
Congiopodus coriaceus är en fiskart som beskrevs av Alphons Paulin och Moreland, 1979. Congiopodus coriaceus ingår i släktet Congiopodus och familjen Congiopodidae. Inga underarter finns listade i Catalogue of Life.